# Erich Wünsch
Erich Wünsch (* 17. März 1923 in Reichenberg, Tschechoslowakei; † 14. Februar 2013 in Tutzing) war ein deutscher Chemiker und Hochschullehrer.

## Werdegang
Wünsch begann seine wissenschaftliche Laufbahn 1951 an der Forschungsstelle für Eiweiß- und Lederforschung in Regensburg, mit der er 1957 an die Technische Universität München wechselte. 1964 war er in Kooperation mit Friedrich Weygand dort Doktorvater von Joachim Jentsch. Von 1961 bis 1968 war er am Max-Planck-Institut für Eiweiß- und Lederforschung tätig und erarbeitete mit seinen Mitarbeitern die Synthese des Glucagon. Er war von 1973 bis 1991 wissenschaftliches Mitglied und Direktor der Arbeitsgruppe Peptidchemie des Max-Planck-Instituts für Biochemie in Martinsried. Er war außerplanmäßiger Professor für Organische Chemie an der Technischen Universität München. Seit dem 8. November 1981 war er ordentliches Mitglied der Naturwissenschaftlichen Klasse der Sudetendeutschen Akademie der Wissenschaften und Künste und von 1985 bis 1990 deren Präsident.
Wünsch gab die Reihe Synthese von Peptiden im Houben-Weyl heraus.

## Schriften
- Beitrag zur Synthese von Peptiden. o. O., 1955
- Die Totalsynthese des Pankreas-Hormons Glucagon. München 1968

## Ehrungen
- 1968: Bayerischer Staatspreis
- 1976: Ehrendoktor der Universität Erlangen
- 1984: Ritter-von-Gerstner-Medaille
- 1987: Großer Sudetendeutscher Kulturpreis
- 1988: J. Rudinger Lecturer und J. Rudinger Medal
- 1991: J. Heyrovsky-Medaille in Gold der tschechischen Akademie der Wissenschaften
- 1991: M. Bergmann-Medaille in Gold
- 1991: Goldene Ehrenplakette der Slowakischen Akademie der Wissenschaften
- 2008: Medaille »Pro meritis« der Sudetendeutschen Akademie der Wissenschaften und Künste[2]